# Horonhłab
Horonhłab (ukr. Горонглаб) – wieś na Ukrainie, w obwodzie zakarpackim, w rejonie berehowskim, w hromadzie Batiowo. W 2001 liczyła 797 mieszkańców, wśród których 158 wskazało jako ojczysty język ukraiński, 9 rosyjski, a 630 węgierski.